# لودفيغ السادس (ناخب بالاتينات)
لودفيغ السادس (زيمرن؛ 4 يوليو 1539 - 22 أكتوبر 1583؛ هايدلبرغ)؛ كان ثاني ناخب بالاتينات من فرع بالاتينات-سيمرن من سلالة فيتلسباخ، بحيث أنه الابن البكر لـ فريدرش الثالث ناخب بالاتينات وزوجته ماري من براندنبورغ-كولمباخ.

## السيرة الذاتية
أخذته والدته معها إلى بلاط مارغريف بادن لتلقي تعليمه في الإيمان اللوثري سراً، بحيث كان والده من أتباع المذهب الكالفيني الصارمين، وفي 1554 قام الأمير الشاب بزيارة جامعة دول البورغونية وذلك لتعلم اللغة الفرنسية، وباعتباره الوريث المفترض لـ ناخبو بالاتينات شارك بجوار والده في الشؤون الحكومية بـ بلاط ابن عمه أوتو هاينريش ناخب بالاتينات، ومنذ عام 1563 أصبح حاكم على بالاتينات العليا.
لقد تأثر لودفيغ بزوجته كثيراً، مما دفعه إلى الاختلاف بشكل متزايد مع والده الذي أصبح يفضل شقيقه الأصغر يوهان كازيمير عليها باعتباره كالفيني، وصل الخلاف بين الأخوين إلى ذروته بعد وفاة والدهم في 1576 عند تفسير وصيته التي لم يتم حل معظمها إلا عام 1578، وقع لودفيغ على وثيقة الوفاق عام 1577 وكتاب الوفاق لعام 1580 باسمه وباعتباره الوصي على مارغرافيات بادن آنذاك، بحيث رتب هذه الوثائق أسس الإيمان اللوثري.
على عكس والده تماماً أعطى الأفضلية للوثرية على الكالفينية، مما أدى إلى تطهير الكالفينيين من المناصب في جامعة هايدلبرغ، وجد اللاهوتيون الكالفينيين الحماية في بلاط شقيقه الأمير يوهان كازيمير، بحيث أسس لهم كلية بديلة في نويشتات أن در فاينشتراسه، وخلال حرب كولونيا كان لودفيغ السادس الأمير اللوثري الوحيد الذي وقف إلى جانب رئيس أساقفة كولونيا جيبهارد فون فالدبورغ.
مع إعادة التنظيم اللوثرية في البلاد، اعتمد لودفيغ دستورًا قضائيًا جديدًا للشرطة ، وفي عام 1582 اعتمد دستوراً جديداً، كان لودفيغ السادس منذ عام 1577 حتى وفاته وصيًا مناصفاً لمرغريفيات بادن-دورلاخ، وتم تسميته بذلك حتى بلغ الوريث إرنست فريدرش السن القانوني، عانى لودفيغ من مشاكل في صدره منذ أن كان عمره 21 عامًا، وتوفي عام 1583 عن عمر يناهز 44 عامًا في هايدلبرغ ودُفن في كنيسة الروح القدس.
في وصيته، عيّن لودفيغ المريض باستمرار زوجته إليزابيث وشقيقها لودفيغ كأوصياء على ابنهما القاصر فريدرش، بالإضافة إلى دوق فورتمبيرغ ومارغريف براندنبورغ-أنسباخ، ولكن شقيقه يوهان كازيمير عارض هذه الوصية بسبب تجاهله عنها باعتباره عم الأمير ناخب مستقبلي، ومع ذلك جنبا إلى جنب مع رفاقها الأوصياء رفعت إليزابيث دعوى قضائية ضده في محاكم الإمبراطورية ولكن دون جدوى، كان يوهان كازيمير مدعوماً من شقيقها الأكبر فيلهلم الرابع، الذي كان يخشى تأثيرها اللوثري الصارم على فريدرش وسياسة البلاد، ومع ذلك بسبب وفاتها المبكرة في 1582 ووفاة لودفيغ في العام التالي تم تعيين شقيقه يوهان كازيمير الوصي الرسمي على ابنهما واستمر كذلك حتى وفاته في 1592.

## الزواج والذرية
- في 8 يوليو 1560 تزوج فريدرش أولاً: من إليزابيث فون هسن (13 فبراير 1539- 15 مارس 1582)؛[4] هي الابنة الرابعة لـ فيليب الأول لاندغراف هسن وزوجته كريستين ابنة غيورغ الملتحي دوق ساكسونيا، منذ 1576 تم تشخيص إصابتها بمرض النقرس، ومنذ 1580 خضعت للعلاج بالمياه، وتوفيت قبل زوجها بعام، وأنجبت له:-

1. آنا ماري (هايدلبرغ؛ 24 يوليو 1561 - إسكيلستونا؛ 29 يوليو 1589)؛ تزوجت كارل التاسع ملك السويد،[5] لهم ذرية.
2. إليزابيث (هايدلبرغ؛ 15 يونيو - 2 نوفمبر 1562).
3. دوروثيا إليزابيث (نزلة دينشفنغ ؛12 يناير - 7 مارس 1565).
4. دوروثيا (آمبرغ؛ 4 أغسطس 1566 - أمبرغ؛ 10 مارس 1568).
5. فريدرش فيليب (أمبرغ؛ 19 أكتوبر 1567 - أمبرغ؛ 14 نوفمبر 1568).
6. يوهان فريدرش (أمبرغ؛ 17 فبراير - 20 مارس 1569).
7. لودفيغ (أمبرغ؛ 30 ديسمبر 1570 - أمبرغ؛ 7 مايو 1571).
8. كاتارينا (أمبرغ؛ أبريل 1572 - أمبرغ؛ 16 أكتوبر 1586).
9. كريستين (قلعة هيرشوالد؛ 6 يناير 1573 - تسفايبروكن؛ 21 يوليو 1619)؛ غير متزوجة.
10. فريدرش الرابع ناخب بالاتينات (أمبرغ؛ 5 مارس 1574 - هايدلبرغ؛ 9 سبتمبر 1610)؛[4] خليفة والده، تزوج من لويز يوليانا فان ناساو، لهم ذرية.
11. فيليب (أمبرغ؛ 4 مايو - 9 أغسطس 1575).
12. إليزابيث (أمبرغ؛ 24 نوفمبر 1576 -هايدلبرغ؛ 10 أبريل 1577).

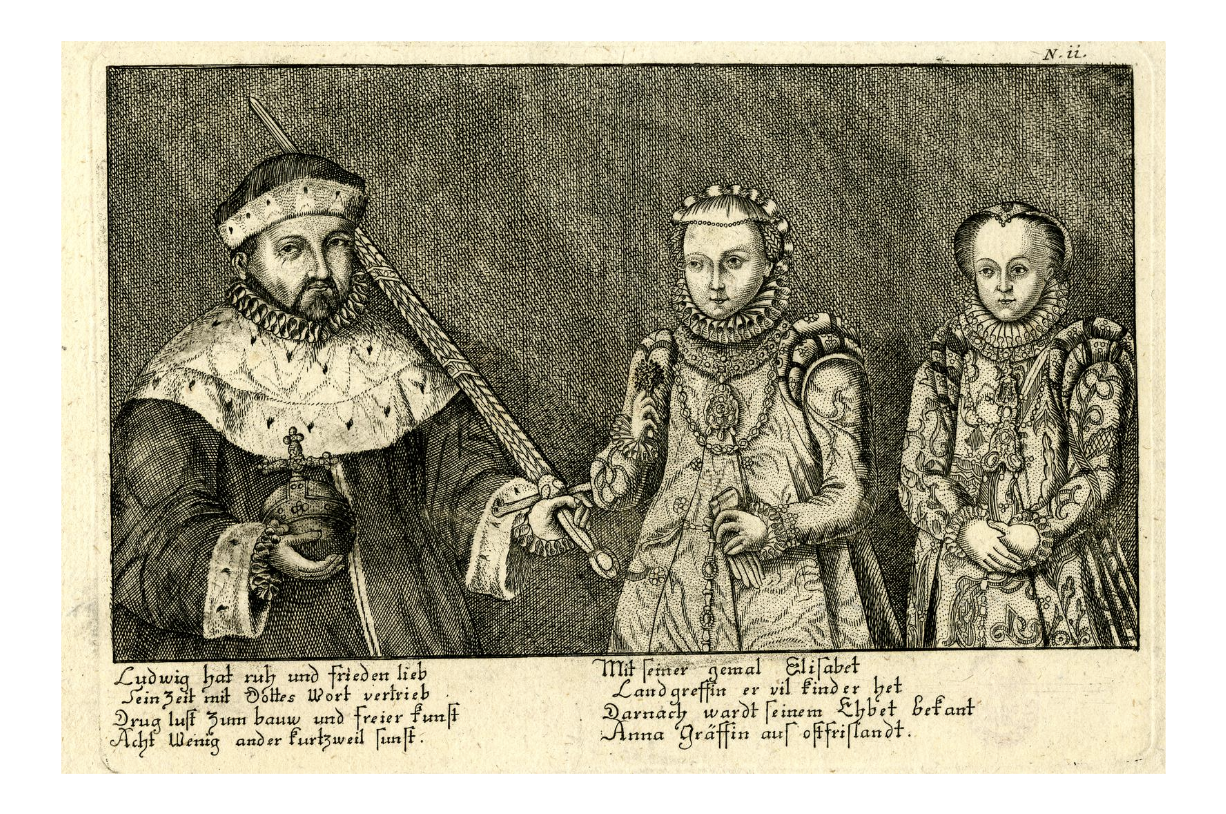
لودفيغ مع زوجتيه إليزابيث وآنا.

- وفي 12 يوليو 1583 تزوج فريدرش ثانياً: من آن فون فريزيا الشرقية (26 يونيو 1562 - 21 أبريل 1631)؛ هي ابنة إدتسارد الثاني كونت فريزيا الشرقية وزوجته كاثرين فاسا شقيقة صهره كارل التاسع، لم يكن لهم أبناء، بحيث توفي لودفيغ في 22 أكتوبر، تزوجت من بعده في 21 ديسمبر 1585 من ريبيه سابقاً المارغريف إرنست فريدرش، ومع ذلك لم يكن لديها أبناء منه كذلك.